# Concerto (gastronomia)
Il liquore Concerto è il più antico rosolio prodotto nell'agro nocerino sarnese e in Costiera amalfitana.

## Descrizione
È ottenuto dalla macerazione in alcool, per 40 giorni, di un “concerto” di circa 15 spezie.
Vide la luce nell'antico Conservatorio Regio di S. Giuseppe e Teresa, sito nella frazione Pucara: prende il suo nome dall'armonia di erbe che lo compone. Le religiose, avendo a disposizione molte varietà di erbe e spezie come liquirizia, finocchietto, chiodi di garofano, noce moscata, stella alpina e mentuccia, idearono questo meraviglioso infuso di erbe con l’aggiunta di orzo e caffè, che risulta essere il più antico rosolio della Costiera Amalfitana.